# Heterotis rotundifolia
Heterotis rotundifolia är en tvåhjärtbladig växtart som först beskrevs av James Edward Smith, och fick sitt nu gällande namn av Jacq.-fél.. Heterotis rotundifolia ingår i släktet Heterotis och familjen Melastomataceae. Inga underarter finns listade i Catalogue of Life.

## Bildgalleri

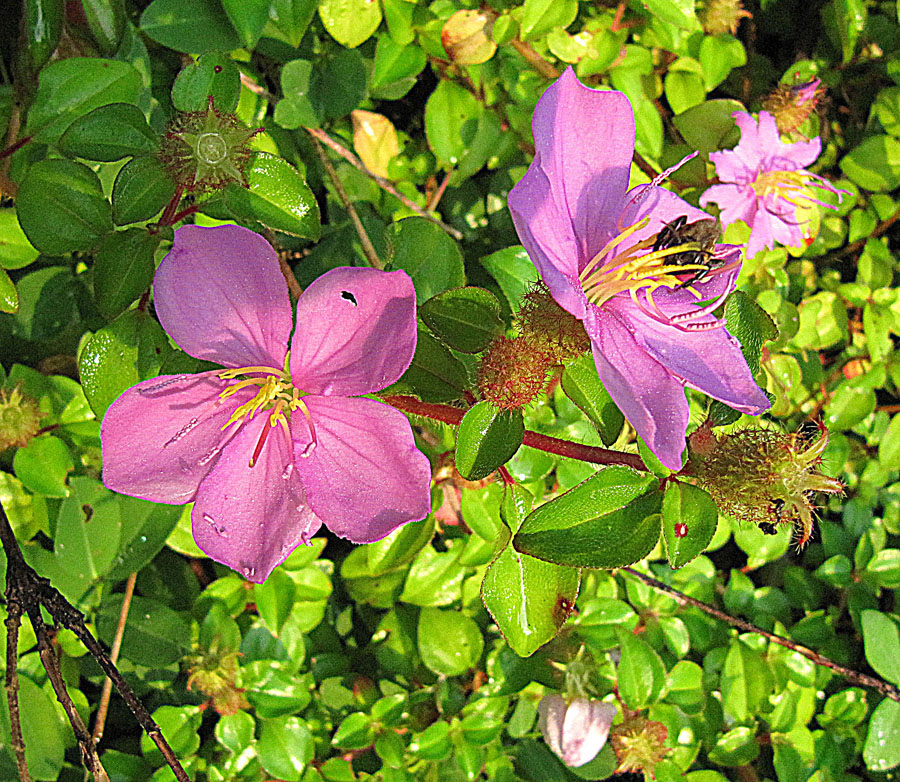
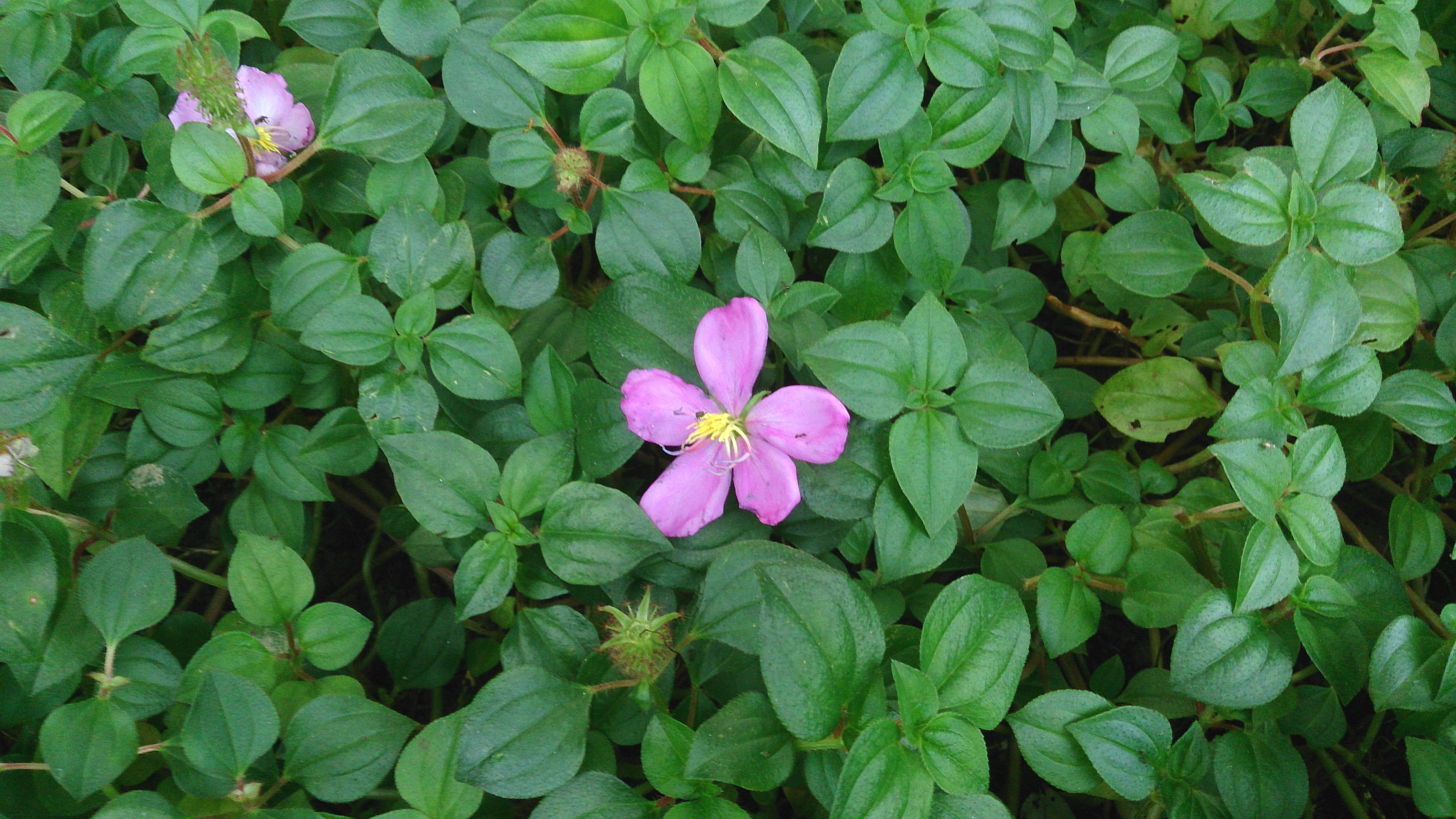
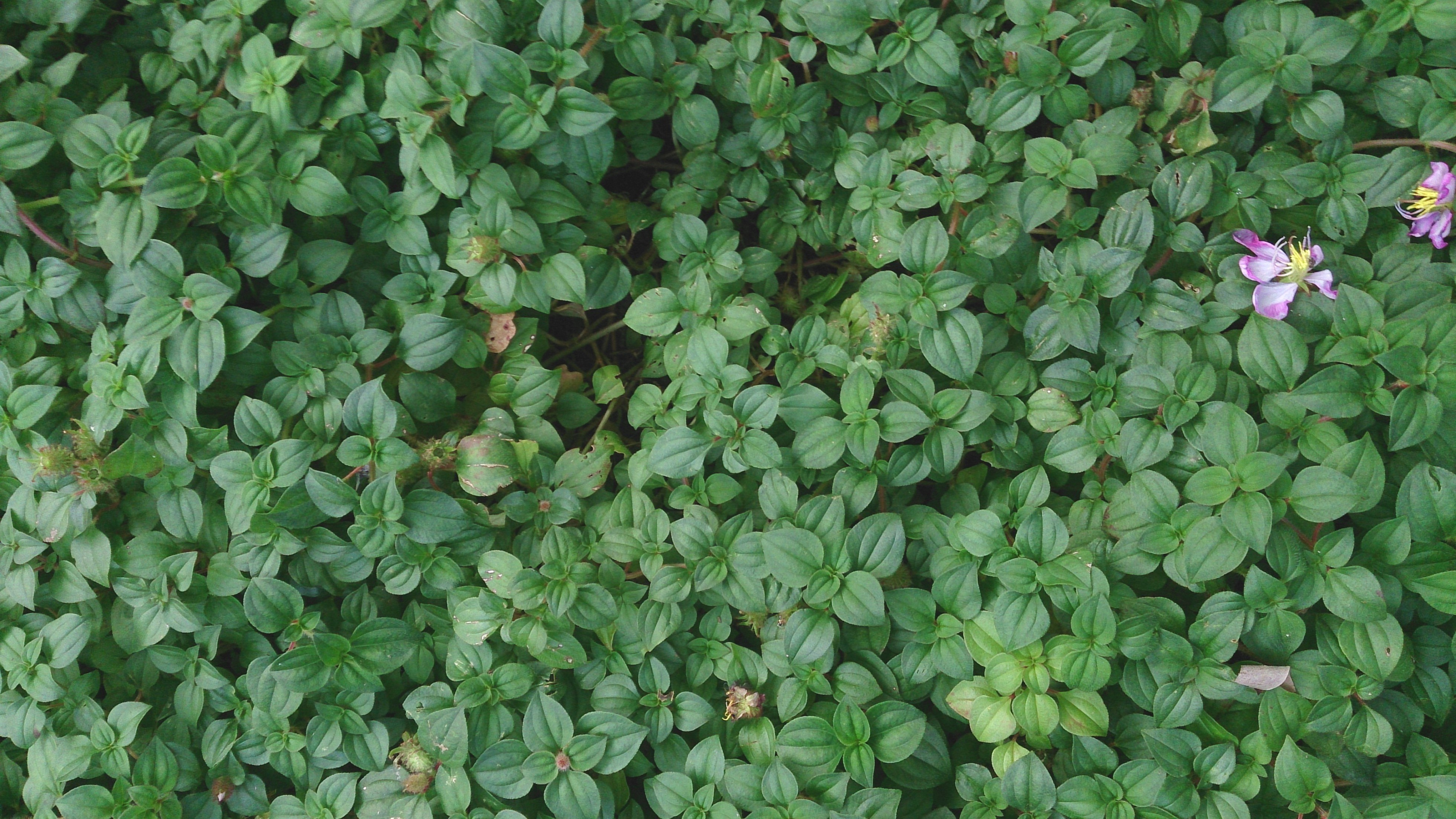
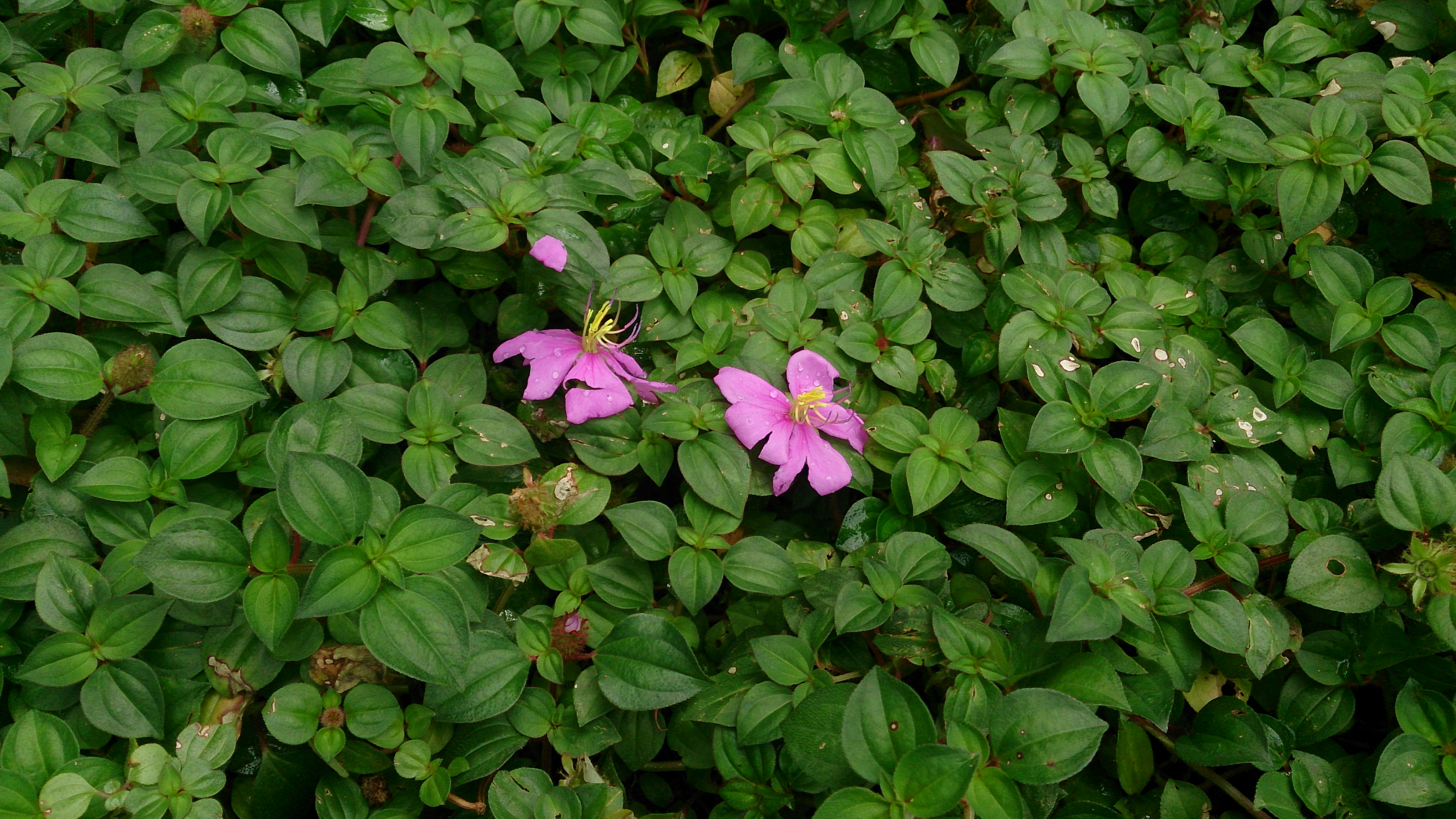
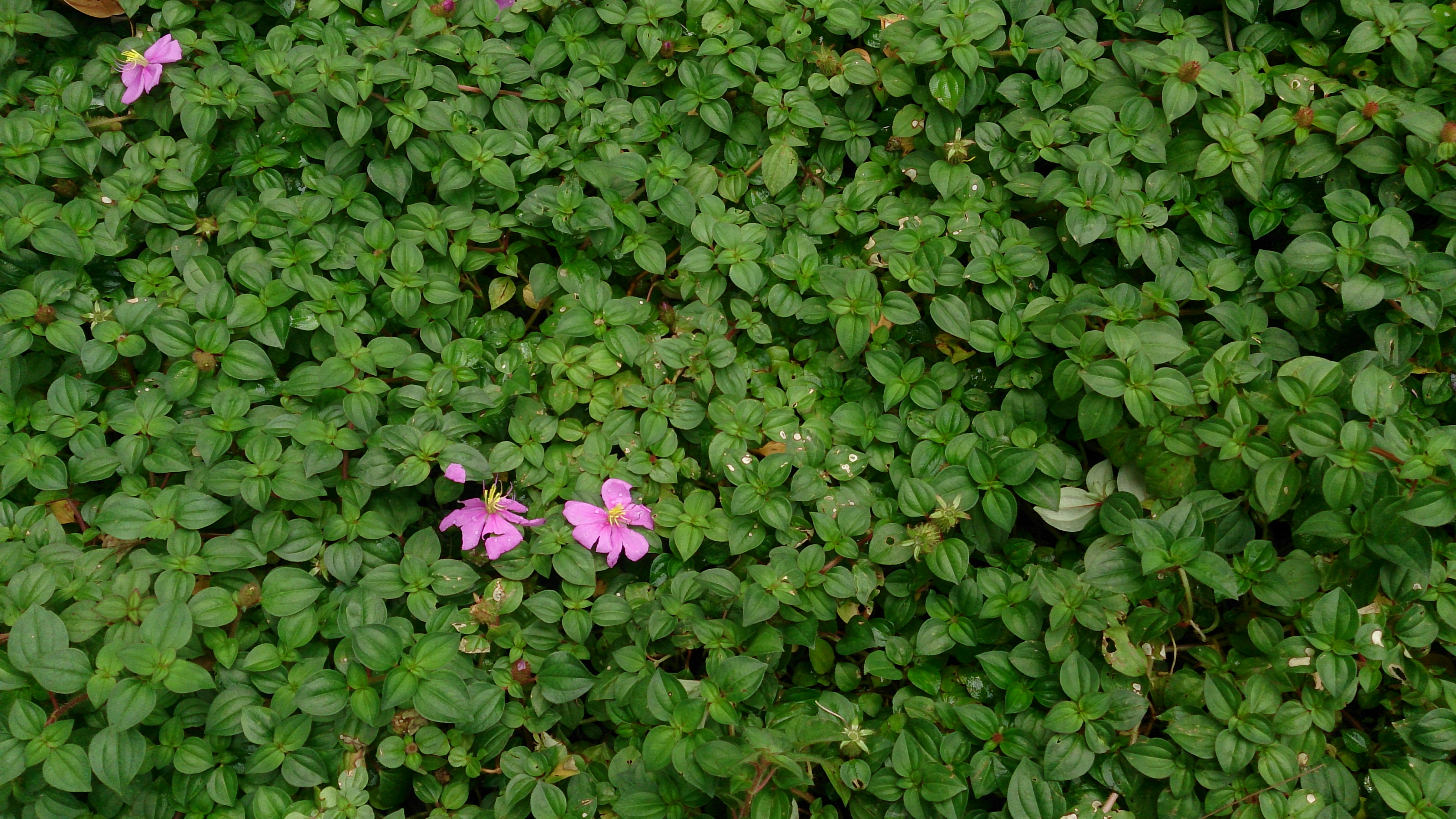
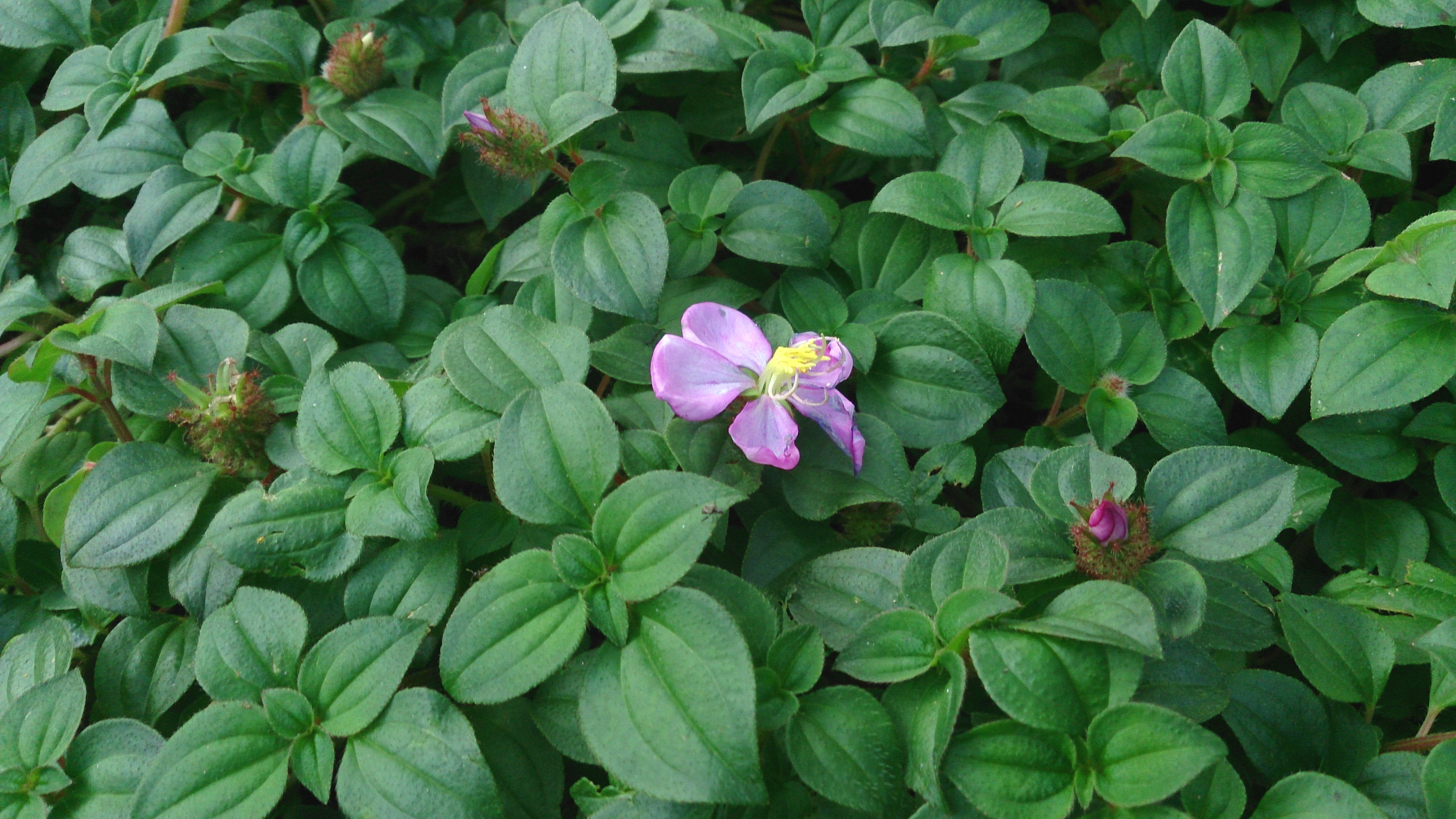